# Kanton Chavanges
Chavanges is een voormalig kanton van het Franse departement Aube. Het kanton maakte deel uit van het arrondissement Bar-sur-Aube.

## Geschiedenis
Het werd opgeheven bij decreet van 21 februari 2014 met uitwerking op 22 maart 2015. Hierbij werden alle gemeenten opgenomen in het kanton Brienne-le-Château.

## Gemeenten
Het kanton Chavanges omvatte de volgende gemeenten:
- Arrembécourt
- Aulnay
- Bailly-le-Franc
- Balignicourt
- Braux
- Chalette-sur-Voire
- Chavanges (hoofdplaats)
- Donnement
- Jasseines
- Joncreuil
- Lentilles
- Magnicourt
- Montmorency-Beaufort
- Pars-lès-Chavanges
- Saint-Léger-sous-Margerie
- Villeret